# Алжирська експедиція (1519)
Алжирська експедиція 1519 року — невдала військова компанія, організована імператором Священної Римської імперії Карлом V Габсбургом в 1519 році, під час якої об'єднані іспансько-італійські сили на чолі з віце-королем Сицилії Уго де Монкада здійснили напад на місто Алжир з метою повалення Османського володіння в Алжирі. Експедиція не досягла своєї мети і закінчилася катастрофічною поразкою для європейської армії.

## Передумови
У 1510 році іспанці захопили острівець Пеньйон-де-Алжир, що лежить навпроти міста Алжир на африканському узбережжі Середземного моря та змусили місцевого правителя міста визнати себе іспанським вассалом. На острові Пеньйон-де-Алжир була збудована фортеця та розміщено іспанський гарнізон.
В 1516 році владу в місті Алжир за допомогою османського загону захопив корсар Арудж-реїс (старший брат Хайр Ад-діна Барбаросси), який скинув васального іспанцям еміра і оголосив себе султаном Алжиру. Іспанці, яких не задовольняла перспектива появи османських володінь в Західному Середземномор'ї, відразу ж зробили спробу вибити османів з Алжиру, але надіслана ними в 1516 році алжирська військова експедиція була розбита Арудж-реїсом під стінами міста.
В 1517 році Арудж-реїс втрутився в міжусобну боротьбу алжирських Заянідів і захопив Тлемсен — столицю заянідських володінь в Магрибі. Таким чином під владу Аруджа потрапили величезні території в Алжирі, зокрема усі території навколо іспанських баз в Орані і Мерс-ель-Кебірі, що поставило під загрозу їх звичні шляхи постачання. Іспанська армія, надіслана в Тлемсен з Орана вибила загон Аруджа з Тлемсена і в результаті подальших боїв з іспанцями сам Арудж загинув. Замість того, щоб піти на беззахисний Алжир, іспанська армія повернулась в Оран.
Після загибелі Аруджа, його місце зайняв його молодший брат — Хизир Барбаросса, який очолив  корсарсько-османські війська в Алжирі і перейняв титул султана Алжиру. Розуміючи марність спроб перемогти заянідів та іспанців без підтримки потужного зовнішнього гравця, він направив послів до Стамбула, щоб офіційно запропонувати провінцію Алжир в дар османському султану Селіму I і далі правити нею як намісник Османської імперії.

## Експедиція
Після невдалої спроби захопити Алжир в 1516 році, імператор Священної Римської імперії Карл V Габсбург доручив організувати наступну експедицію для завоювання Алжиру іспанському віце-королю Сицилії Уго де Монкада. Ця експедиція відбулась в серпні 1519 року.
Хайреддін Барбаросса, який на момент іспанського нападу вже отримав підтримку з Стамбулу був готовий зі своєю армією протистояти цьому нападу. Армія Монкада зазнала втрат через шторм і Барбаросса успішно розбив іспанську атаку, що в підсумку призвело до різанини. Самому Уго де Монкада вдалося втекти, сховавшись серед трупів іспанських солдат на березі. 3036 іспанців потрапили в полон.
Коли Карл V запропонував гроші за полонених офіцерів, Барбаросса, озлоблений загибеллю свого старшого брата в бою з іспанцями два роки назад, наказав усіх їх стратити. Коли Барбаросі запропонували ще одну суму грошей за повернення трупів, він наказав кинути тіла в море, щоб «якщо родичі когось із загиблих приїхали до Алжиру, вони не знали місця поховання свого батька чи брат, і не бачити попіл, а тільки хвилі».

## Наслідки
Захоплення Алжиру та інших міст заянідської держави османськими корсарами в 1516—1517 роках стало можливим в результаті підтримки османським султаном Селімом I. Ця підтримка припинилась зі смертю Селіма в 1520 році, в результаті чого в 1524 році Хизир Барбаросса втратив місто на користь місцевого ватажка кабілів і відступив зі своїм загоном до алжирського міста Джиджель. Після того, як з початком османсько-габсбурзької війни в Європі султан Сулейман І відновив османську підтримку супротивників Габсбургів в Магрибі, Хизир Барбаросса повернувся і остаточно захопив Алжир і Пеньйон-де-Алжир у іспанців в 1529 році.
Карл V Габсбург буде ще неодноразово намагатись захопити корсарські бази на північноафриканському узбережжі, аж поки катастрофічні наслідки чергового алжирського походу в 1541 році не змусили його остаточно відмовитись від спроб захопити Магриб.